# نهر إيركوت
إيركوت ((بالروسية: Ирку́т)‏; لغة البوريات و(بالمنغولية: Эрхүү гол)‏, Erhüü gol) هو نهر يقع في بورياتيا وإركوتسك أوبلاست في روسيا. وهو رافد أيسر من روافد نهر أنغارا. يتدفق النهر من بحيرة إيتشر التي تقع على بعد .50 كم من قمة مونكو-ياردوك، أعلى قمة في جبال سايان. يبلغ طول النهر 488 كيلومتر (303 mi) ومساحة مستجمعه المائي حوالي 15,000 كيلومتر مربع (5,800 ميل2). يتجمد نهر إيركوت في أواخر أكتوبر أو منتصف نوفمبر ويظل محاصراً بالجليد حتى أواخر أبريل أو أوائل مايو. تقع مدينة إيركوتسك في مصب النهر في إيركوت على نهر أنغارا..

## صور

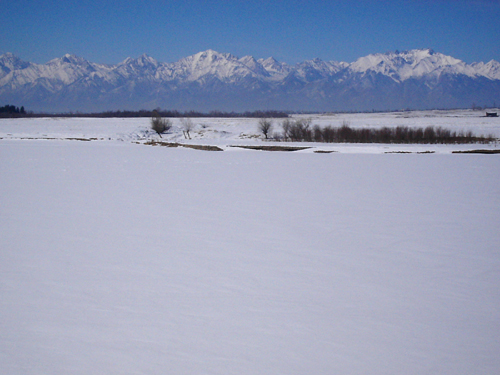
إيركوت بالقرب من قرية زكتوي في منطقة تونكينسكي في بورياتيا (2005)
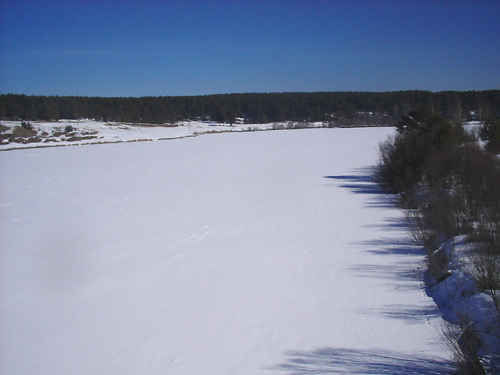
إيركوت بالقرب من قرية زكتوي في منطقة تونكينسكي في بورياتيا (2005)
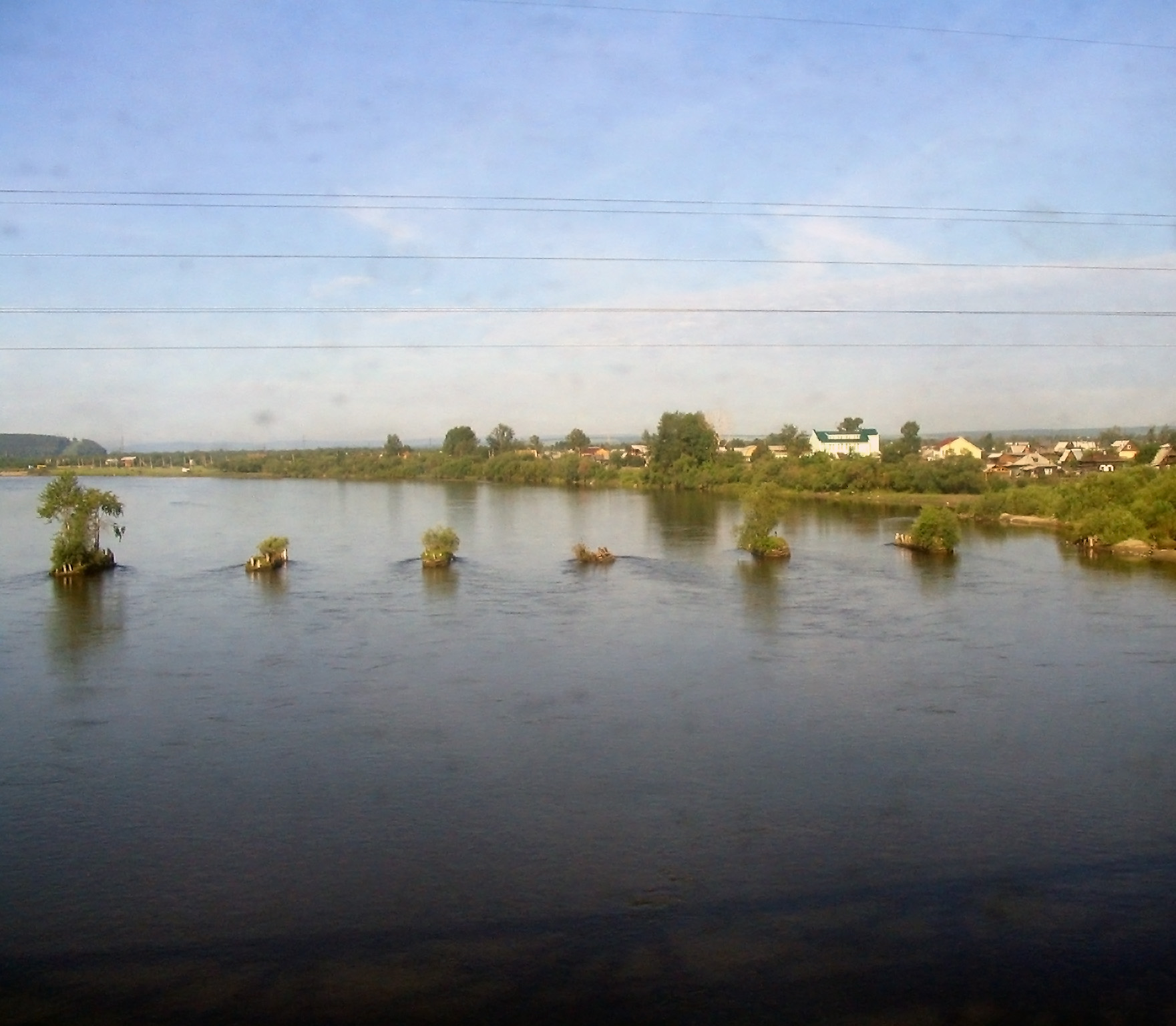
إيركوت في الصيف خارج إيركوتسك بالقرب من نقطة التقاء بأنغارا
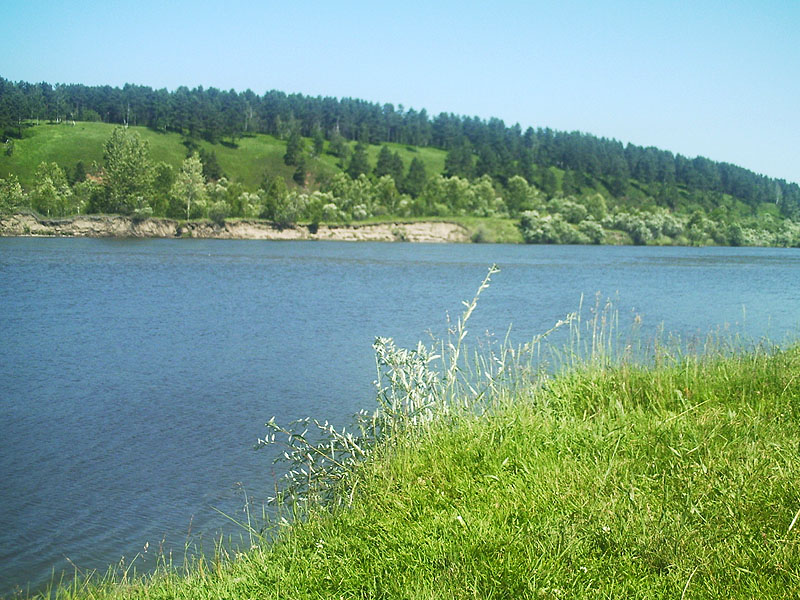
نهر إيركوت صيف عام 2010 بالقرب من شيلخوف